# Olivier Chaput
 (Août 2018).
Olivier Chaput, né le 30 décembre 1976 à Limoges (Haute-Vienne), est un chef cuisinier français. Connu comme Le Chef préféré des enfants, il est chroniqueur et animateur culinaire, spécialisé dans le monde des enfants. En parallèle, il a été Chef de son restaurant bistronomique Show devant à Villejuif (Val-de-Marne) de Décembre 2013 à Juillet 2020. 
En 2016, il crée et lance #bon - Ramène tes parents, le 1er salon gastronomique pour enfants, dont les deux premières éditions se sont tenues à Villejuif (Val de Marne). Le festival #Bon s'est ensuite déplacé à Palavas-les-Flots en mai 2018, pour les 100 ans de la Fondation Saint-Pierre. D'autres éditions ont eu lieu de nouveau à Villejuif en octobre 2018 et 2019, puis en Occitanie en Juin 2023.

## Restaurants
En décembre 2013, avec ses associés, il ouvre son restaurant bistronomique Show devant, dans le centre-ville de Villejuif (Val-de-Marne) dont il est le Chef,. Tous les derniers mercredis de chaque mois, il invitait un autre Chef pour préparer un dîner unique à 4 mains : le Cooking Show. Il quitte le Show Devant en Juillet 2020.  
De novembre 2006 à juin 2009, il est le chef du restaurant On cherche encore, à Paris.
De mars à novembre 2006, il est le chef de cuisine du restaurant et club privé Patrick Ricard, à Paris.
D'octobre 2001 à septembre 2004, il est le chef de son restaurant gastronomique La Grimolée, (3 fourchettes confort au Guide Michelin), situé au Vigeant (86).

## Télévision
En 2012 et 2013, le public le découvre dans l'émission Un Chef à ma porte! toutes les semaines pendant 2 ans sur Gulli, animée par Joan Faggianelli.
En 2014, il fait des apparitions dans 100 % mag, Kid & toi, sur M6, mais aussi sur France 2. 
En 2015, il rejoint l'équipe de Sidonie Bonnec dans l'émission Les Maternelles, sur France 5, diffusée le matin à 9h, dans laquelle il est chroniqueur cuisine. Il donnera ses recettes ludiques et astuces pour faire manger les enfants. 
On le voit aussi dans On n'est plus des pigeons ! sur France 4, et dans C'est au programme présenté par Sophie Davant sur France 2, pour des bancs d'essai sur les sucres et autres sujets. Il fera aussi une interview dans Les Dossiers de Téva, sur Teva.
En 2016, Olivier est l'invité de l'émission Ça nous concerne sur LCI pendant la Foire de Paris. L'une des émissions de Jean-Luc Petitrenaud : Les escapades de Petitrenaud lui est consacrée fin 2016.
En 2017, il intervient sur CNews, sur le sujet "Peut-on bien manger à la cantine ?", ainsi que sur l'émission La Quotidienne sur France 5.  
En 2018, Olivier prépare le dîner de toute une semaine pour les invités d'Anne-Elisabeth Lemoine, dans l'émission C à Vous sur France 5. 

## Radio
De 2014 à 2017, tous les derniers dimanches de chaque mois, il est l'invité de l'émission On cuisine ensemble sur France Bleu 107.1, animée par Mickael Tardu.
Durant les étés 2022 et 2023, il intervient dans l'émission "Côté Saveurs" de Radio France Bleu Occitanie, presque toutes les semaines, aux côtés d'Alban Forlot.

## Engagements

### Dans la lutte contre les cancers
En 2012, il crée le fonds de dotation Pour elles, destiné à récolter des fonds et les reverser aux associations de malades et familles de malades du cancer du sein.
Il crée alors l'Agenda des Chefs, dont le format évolue chaque année, entre 2010 et 2016, et dont tous les bénéfices sont reversés à diverses associations ou institutions.
L'Agenda des Chefs (devenu en 2015 "le Livre des Chefs - 12 Chefs contre le cancer") réunit chaque année différents Chefs de cuisine (parmi eux : Michel Roth, Christian Constant, Hermance Carro, Sophie Menut, Francis Miot, Norbert Tarayre, etc.) qui s'associent à Olivier et lui livrent une de leurs recettes.[réf. nécessaire]
Il est le parrain du Ruban de l'espoir de 2013 à 2015, et fait des démonstrations culinaires dans plusieurs villes de France pendant Octobre rose,
Son engagement évolue vers la sensibilisation aux autres cancers tels que le cancer du colon (Mars bleu), et les cancers de l'enfant (Septembre en or).

### Pour les enfants
En 2011, il fonde l'association "Les enfants cuisinent", dont l'objectif est de sensibiliser les enfants au bon et bien manger, via des interventions et ateliers dans les écoles (crèche, primaire, collège et lycée).

## Distinctions
2018 : Chevalier de l'Ordre du Mérite Agricole

## Sources à lier
- [16]
- [17]
- [18]
- [19]
- [20].
- [21]
- [22]
- [23]
- [24].
- [25].